# Narken
Narken (finska: Narkaus) är en by i Korpilombolo distrikt (Korpilombolo socken) i Pajala kommun som ligger vid Kalixälven cirka 50 kilometer norr om Polcirkeln.
Cirka fem kilometer norr om byn ligger vattenfallet Mestoslinkka.
På orten ligger Narkens kapell, invigt den 1 juli 1961.

## Historia
Byns ursprung härleds av en del forskare till nybyggare som flydde undan oroligheterna i Finland åren 1596-1597. Byns namn på finska är Narkaus. Även i landskapet Lappland i Finland finns söder om Rovaniemi också en ort Narkaus. Namnet Narkaus har ansetts ha sitt ursprung i samiska ’njarga’ eller ’njarka’, näs, precis som näset där Narkån rinner ut i Kalixälven. Namnet Narken fanns redan 1553, då en nybyggare i Rödupp betalade en fiskeskatt eller skinnskatt för Narken, vilket visade fångstplatsen, däremot sades inte något om bebyggelse.Som skattlagd by finns Narken med i 1642 års jordebok med två nybyggen.
Narken låg i århundraden isolerat i inlandet, med båtfärd på älven som viktigt kommunikationsmedel. Körvägarna i Överkalix socken var sammanlagt 0,4 mil och höll omkring 1850 en låg standard. Sommarlandsvägarna var nästan uteslutande gångstigar. Färd mot Överkalix skedde dels på älven, dels vandring på kända gångstigar. Först på 1960-talet byggdes vägen väster om Kalixälven från Jockfallet till och förbi Narken. Den fick namnet Harrvägen.
I Narken bodde i snitt 15 personer fram till 1754, sedan blev det en långsam ökning till 65 personer år 1834 och därefter en fördubbling till 1880. År 1910 hade byn 204 invånare. På 1940-talet bodde cirka 600 personer i Narken.
Man livnärde sig på jord- och skogsbruk med fiske som tillskott. Timmerflottning som bedrevs i älven gav också rätt många betalda dagsverken. Mycket av skogsbruket och flottningen utfördes långt från hemmet och arbetarna fick bära med sig mat och annat nödvändigt för att klara sig minst en vecka i ödemarken. Flottningen bedrevs också i biflöden till älven, av vilka Narkån var den största i området. Byarna vid älven hade var och en sin bit som skulle hållas ren från timmer. Älvflottningen upphörde 1977. Skogsbolagen ansåg att svinnet med bland annat sjunktimmer blev för stort.[källa behövs]
Under femtiotalet stoppade kommunledningen möjligheten att få bygglov i Narken och det bidrog till att utflyttningen började. Under samma period behövde den dominerande arbetsgivaren Domänverket mindre folk. Många flyttade till malmfälten där arbetstillfällena var fler och säkrare. Av dessa var det många som senare byggde sommarstugor vid älven eller använde tomma bostadshus i Narken som fritidshus.[källa behövs]
Numera är antalet invånare mindre än sjuttio och skolan är nedlagd sedan 1972. Posten stängdes 1976. Inga affärer finns kvar.[källa behövs]
Innan Kalixälven fredades från kraftutbyggnader, hade Vattenfall planer på att bygga ett kraftverk vid Storforsen strax söder om byn. Den bro som byggts där förbereddes för att kunna lyftas sex meter om kraftverksdammen skulle bli av.[källa behövs]

## Evenemang
Harrens dag är en begivenhet som varje år samlar mängder av fiskare att delta i fisketävlingen, som anordnas på fyra platser längs älven. 2013 såldes 800 startkort till tävlingen.